# Cartulario
Para la antigua ocupación, ver Cartulario (ocupación)

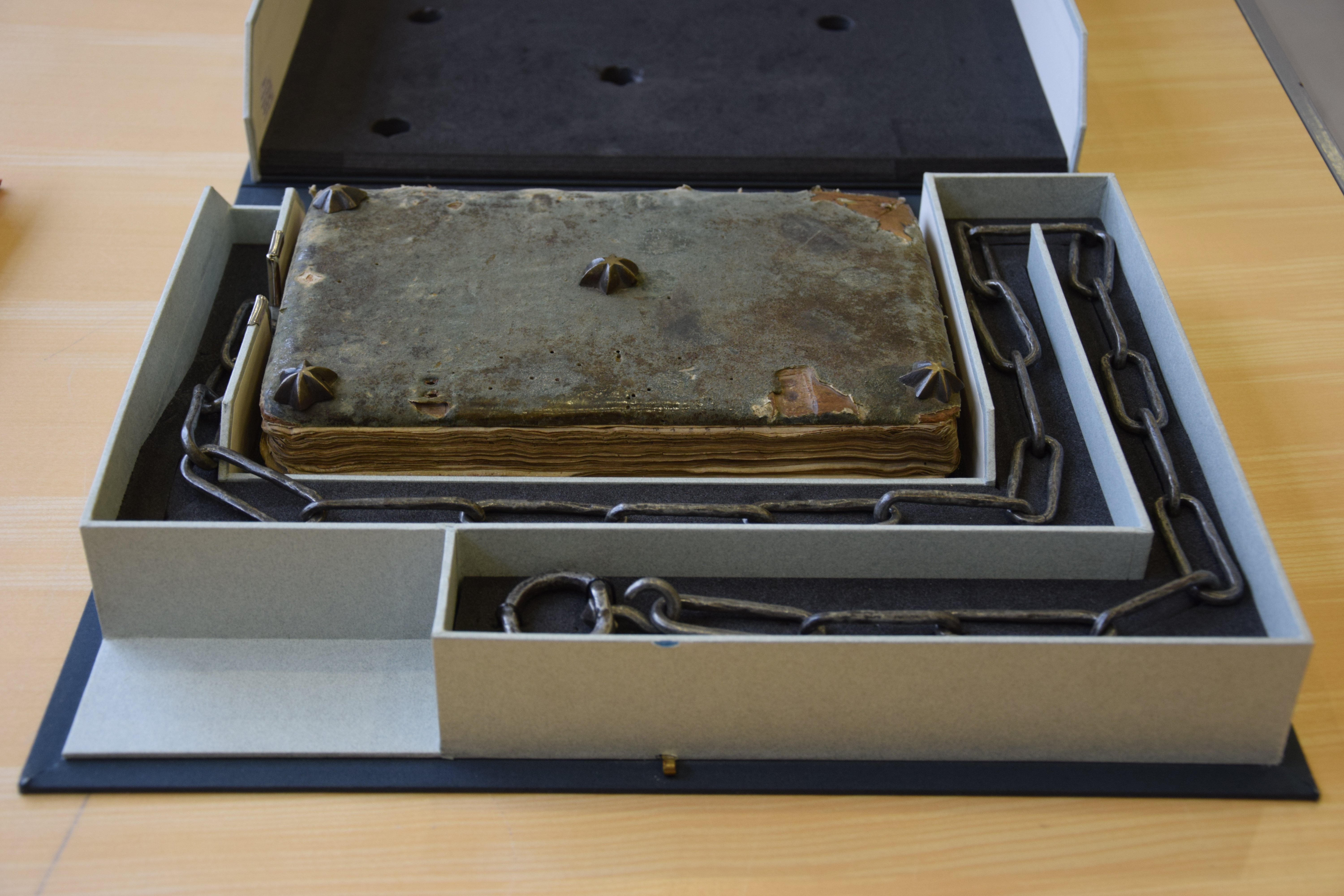
Cartulario encadenado de Senlis.

Un cartulario (Chartularium en latín), de forma resumida, «es una colección de documentos reunida por el destinatario del mismo y copiada en forma de libro.» En el Vocabulario Internacional de Diplomática se define así: 

«un recueil de copies de ses propres documents, établi par une personne physique ou morale, que, dans un volume ou plus rarement dans un rouleau, transcrit ou fait transcrire intégralement ou parfois en extraits, des titres relatifs à ses biens et à ses droits et des documents concernant son histoire ou son administration, pour en assurer la conservation et en faciliter la consultation.»
«una colección de documentos copiados in extenso o, a veces, abreviados en forma de libro, más raramente en forma de rollo, que reúne los títulos relativos a los bienes y derechos de una persona física o moral, o los instrumentos concernientes a su historia o su administración, para asegurar la conservación y facilitar la consulta.»
Vocabulaire internationale de la Diplomatique, 1997

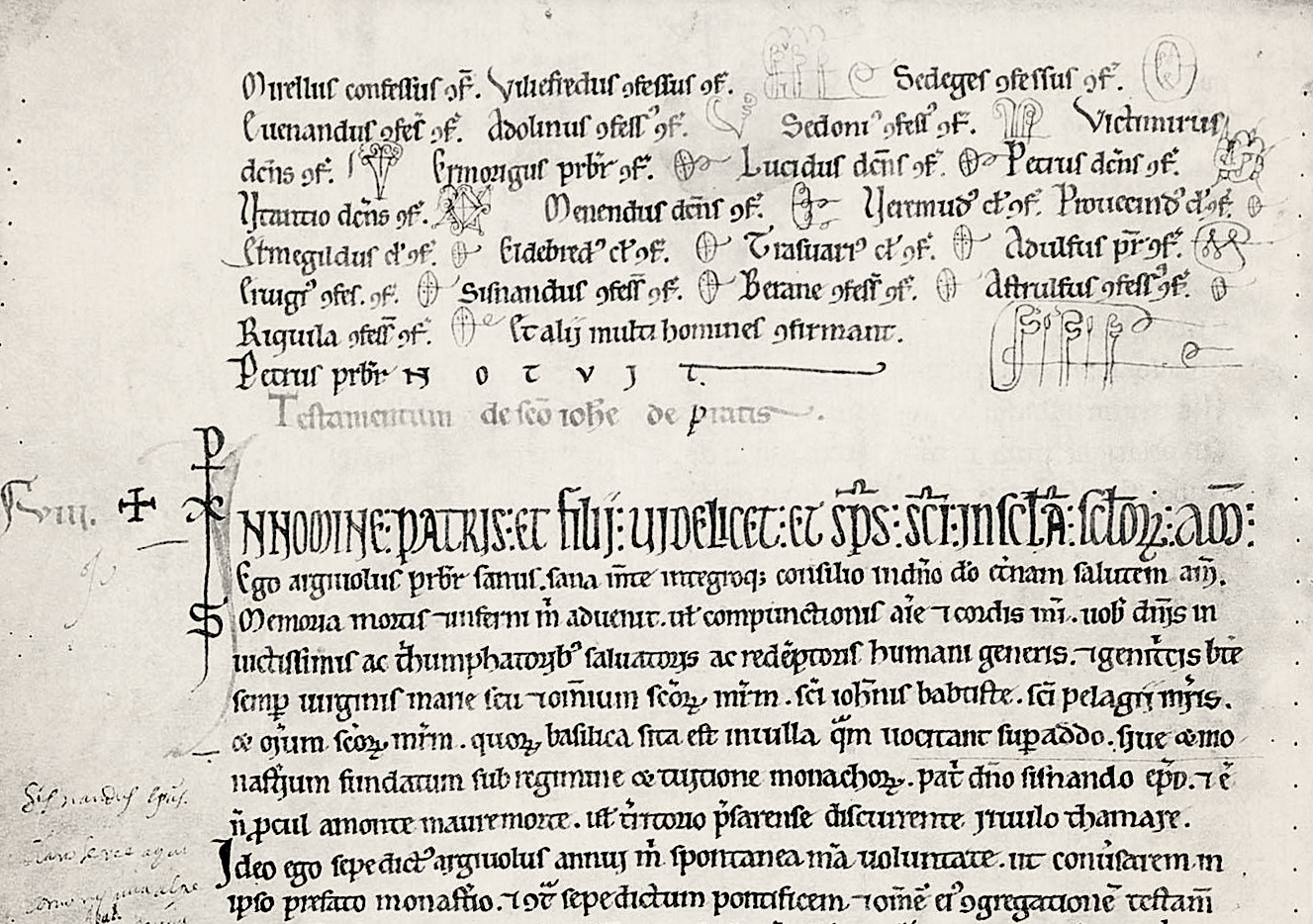
Tumbo de Sobrado

Como apunta el mismo documento, por su mera recopilación no debe presuponerse sinceridad para las actas ahí transcritas ni tampoco autenticidad, a menos que esta colación presente signos externos de autenticidad de una autoridad habilitada para su elaboración.
Recibe diferentes nombres como códice diplomático (Codex Diplomaticus), tumbo, libro becerro, libro de privilegios, cartarios, bularios, etc. Este libro manuscrito se ha podido escribir en diferentes épocas, se puede presentar sobre diversos formatos (pergamino, papel) y en diferentes tipologías, como en forma de códice o rollo. Las transcripciones supuestamente suelen ser de documentos originales como los relativos a la fundación, los privilegios y los derechos legales de los establecimientos eclesiásticos, municipales, empresas, asociaciones industriales, instituciones de enseñanza y familias. 
Estas recopilaciones tenían un propósito determinado, particular, según el interés del ordenante, que van desde una recopilación en búsqueda de la defensa de unos derechos, a la necesidad de contar con una herramienta de gestión al ordenar los principales diplomas por razones geográficas o simplemente podía tener como objetivo «asegurar su conservación y facilitar su consulta.» El término es usado también, aunque de forma menos correcta, para referirse a colecciones de documentos originales recogidos en un solo volumen o enrollados unos sobre otros.

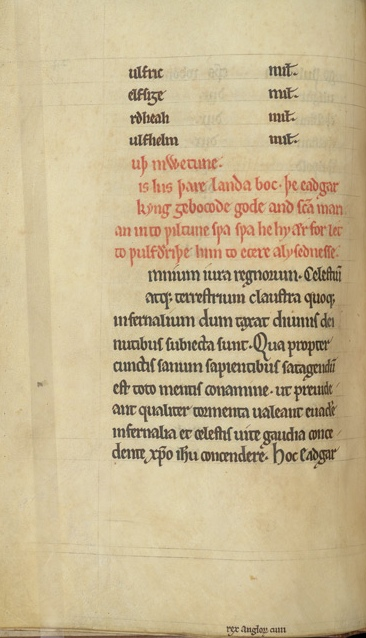
Cartulario de Wilton (BL Harley 436) - folio 24v - copia de una misiva del rey Edgar

## Cartularios, libros, tumbos y becerros
La profesora de archivística de la Universidad Complutense de Madrid, Concepción Mendo Carmona, se expresaba así a este respecto, en 2002:

El término diplomático acuñado para la denominación del objeto que se estudia aquí es el de cartulario. El término cartularium o chartularium, es de uso común para la zona catalano-aragonesa y navarro oriental; así como liber lo es para la misma zona y para los reinos del noroeste peninsular. Aunque, en la terminología diplomática española y para éste último ámbito geográfico estos libros se han transmitido con la denominación de tumbos y becerros. Tumbo sería nomenclatura común para el antiguo territorio del reino astur-leonés; becerro, para Castilla, incluida La Rioja y la Navarra occidental; aunque es ocioso querer delimitar el uso de tales términos ya que hay cartularios formados por el Concejo de Sevilla a finales del siglo XV que reciben la denominación de tumbos; y prácticamente hay libros-becerros formados a instancias episcopales en todas las catedrales y monasterios del territorio de la que fue antigua Corona de Castilla. Sin embargo, lo que no está claro en absoluto es en qué momento se les ha dado tales denominaciones y qué es lo que se quiere designar con ellas.

En la misma línea, pocos años antes, el medievalista José Antonio Munita Loinaz, de la Universidad del País Vasco, afirmaba:

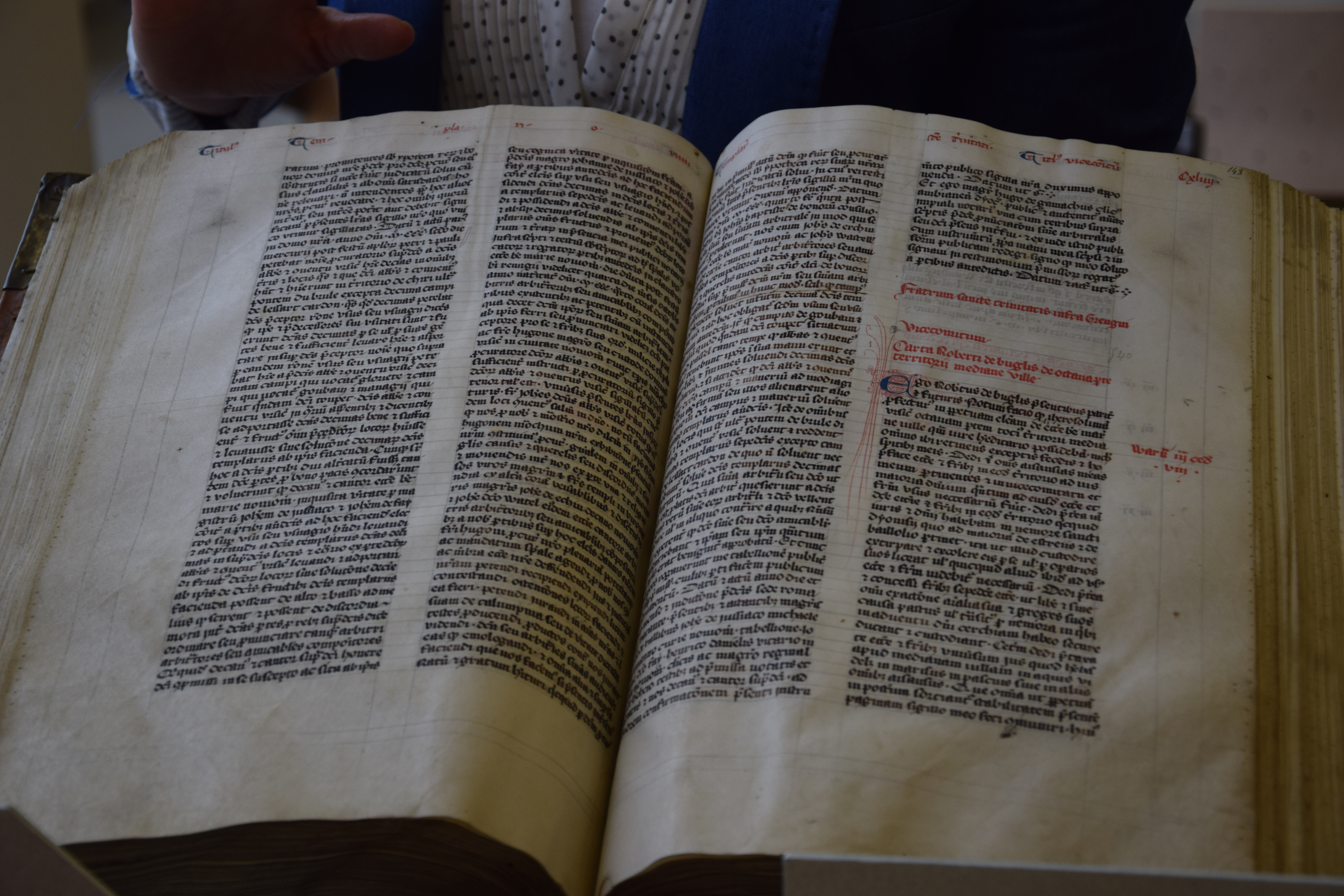
Cartulario de la abadía de Ourscamp (Archivos departamentales del Oise)

Concretamente los cartularios, que en España se les conoce también como Libros Becerro o Tumbo, no son sino recopilación unificada en forma de códice mamotreto, en los cuales se recogen íntegramente documentos de diversa índole (bulas, privilegios reales, adquisiciones etc.), copiados por la persona o entidad destinataria de los mismos, con el fin de prevenirse mejor contra el natural deterioro o fortuita desaparición de sus originales.

## Historia
Los más antiguos solían ser de pergamino y los más nuevos de papel. Cuando tenía por misión compilar copias de todos los privilegios de una iglesia o monasterio, era llamado libro becerro o becerro simplemente; son los antecedentes de los modernos libros de apeo y catastros.
La alusión de Gregorio de Tours a chartarum tomi en el siglo VI se ha adoptado comúnmente para referirse a chartularies; sin embargo, los más antiguos que han llegado hasta nuestros días pertenecen al siglo X. Entre los siglos del X al XIII son muy numerosos.
A veces el copista del cartulario reproduce el documento original con exactitud literaria. En otras, sin embargo, se toma la libertad de rescribir el texto para mejorar la composición de la frase, actualizar la escritura de nombres propios o lugares, e incluso cambiar el significado de la frase con el propósito de ampliar el alcance de los privilegios o inmunidades recogidos en el documento. El valor de un cartulario como documento histórico depende de la medida en que se reproduce el importante significado del original, pero si es editado, también es importante la motivación que llevó a realizar los cambios en virtud de un nuevo conjunto de circunstancias históricas. 

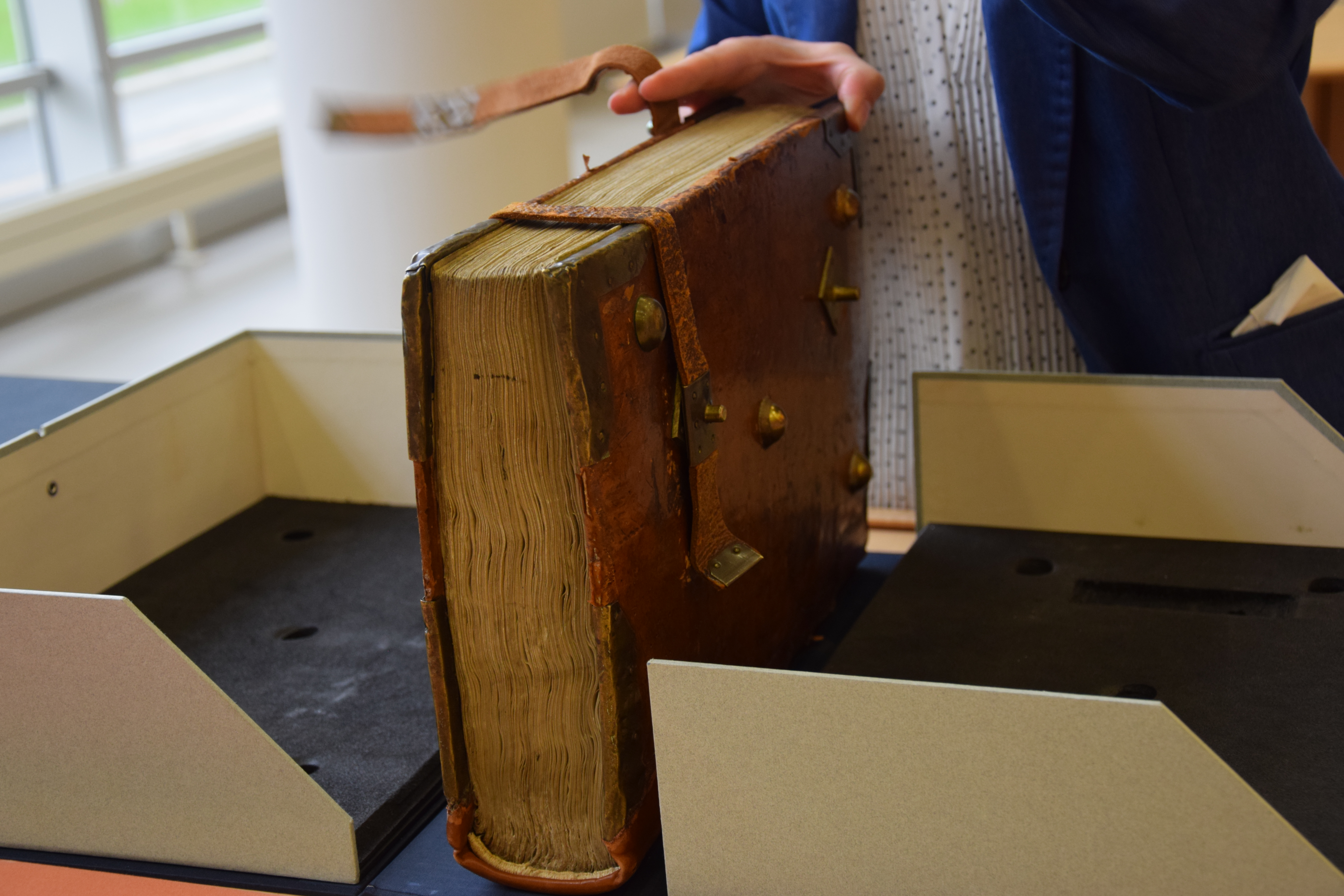
Cartulario de la abadía de Ourscamp (Archivos departamentales del Oise)

## Clases de cartularios
En función de sus características, Martínez de Sousa los distingue:
1. Por su aspecto exterior: becerro, tumbo, cabreo, libro blanco, libro rojo.
2. Por su categoría diplomática: liber (o libro), cartulario, cartario, bulario, libro de buletos, liber instrumentarum, lumen domus, protocolo, libro verde.